# Doanus Vallis
La Doanus Vallis è una struttura geologica della superficie di Marte.